# Rodez Aveyron Football
Il Rodez Aveyron Football è un'associazione calcistica francese del paese di Rodez fondata nel 1929. Milita in Ligue 2, seconda serie del campionato francese di calcio e disputa le proprie partite presso lo Stade Paul Lignon.

## Palmarès

### Competizioni nazionali
- Championnat National: 1

2018-2019
- Championnat de France amateur: 2

2006-2007, 2016-2017
- Championnat de France amateur 2: 1

2003-2004

### Altri piazzamenti
- Coppa di Francia:

Semifinalista: 1990-1991

## Organico

### Rosa 2024-2025
| N. |                      | Ruolo | Calciatore         |
| -- | -------------------- | ----- | ------------------ |
| 1  | Francia (bandiera)   | P     | Sébastien Cibois   |
| 2  | Francia (bandiera)   | D     | Éric Vandenabeele  |
| 3  | Francia (bandiera)   | D     | Raphaël Lipinski   |
| 4  | Francia (bandiera)   | D     | Stone Mambo        |
| 5  | Guadalupa (bandiera) | D     | Noah Cadiou        |
| 6  | Ciad (bandiera)      | C     | Ahmad Ngouyamsa    |
| 7  | Francia (bandiera)   | C     | Mohamed Achi       |
| 8  | Camerun (bandiera)   | C     | Wilitty Younoussa  |
| 9  | Francia (bandiera)   | A     | Timothé Nkada      |
| 10 | Francia (bandiera)   | C     | Waniss Taïbi       |
| 11 | Belgio (bandiera)    | D     | Mohamed Bouchouari |
| 12 | Francia (bandiera)   | P     | Quentin Braat      |
| 16 | Francia (bandiera)   | P     | Lionel Mpasi       |

| N. |                    | Ruolo | Calciatore           |
| -- | ------------------ | ----- | -------------------- |
| 17 | Francia (bandiera) | D     | Aurélien Pelon       |
| 18 | Francia (bandiera) | A     | Ibrahima Baldé       |
| 19 | Francia (bandiera) | C     | Derek Mazou-Sacko    |
| 20 | Haiti (bandiera)   | C     | Dany Jean            |
| 21 | Francia (bandiera) | D     | Joris Chougrani      |
| 22 | Marocco (bandiera) | A     | Tawfik Bentayeb      |
| 23 | Francia (bandiera) | D     | Cheick Doumbia       |
| 24 | Francia (bandiera) | D     | Loni Laurent         |
| 25 | Francia (bandiera) | D     | Nolan Galves         |
| 26 | Francia (bandiera) | C     | Yannis Verdier       |
| 28 | Comore (bandiera)  | D     | Abdel Hakim Abdallah |
| 29 | Francia (bandiera) | D     | Grégory Coelho       |
| 30 | Francia (bandiera) | P     | Enzo Crombez         |

### Rosa 2023-2024
| N. |                          | Ruolo | Calciatore        |
| -- | ------------------------ | ----- | ----------------- |
| 1  | Francia (bandiera)       | P     | Sébastien Cibois  |
| 2  | Francia (bandiera)       | D     | Éric Vandenabeele |
| 3  | Francia (bandiera)       | D     | Raphaël Lipinski  |
| 4  | Francia (bandiera)       | D     | Stone Mambo       |
| 5  | Togo (bandiera)          | D     | Kévin Boma        |
| 6  | Camerun (bandiera)       | C     | Ahmad Ngouyamsa   |
| 7  | Camerun (bandiera)       | C     | Wilitty Younoussa |
| 8  | Francia (bandiera)       | C     | Lorenzo Rajot     |
| 9  | Corea del Sud (bandiera) | C     | Park Jung-bin     |
| 10 | Francia (bandiera)       | C     | Waniss Taïbi      |
| 11 | Guinea (bandiera)        | D     | Dembo Sylla       |
| 12 | Francia (bandiera)       | A     | Killian Corredor  |
| 14 | Francia (bandiera)       | C     | Bradley Danger    |

| N. |                    | Ruolo | Calciatore              |
| -- | ------------------ | ----- | ----------------------- |
| 15 | Francia (bandiera) | D     | Serge-Philippe Raux-Yao |
| 16 | Francia (bandiera) | P     | Lionel Mpasi            |
| 17 | Benin (bandiera)   | A     | Andréas Hountondji      |
| 18 | Francia (bandiera) | C     | Antoine Valério         |
| 19 | Francia (bandiera) | C     | Lucas Buadés            |
| 21 | Francia (bandiera) | D     | Joris Chougrani         |
| 22 | Francia (bandiera) | A     | Taïryk Arconte          |
| 24 | Francia (bandiera) | C     | Giovanni Haag           |
| 25 | Francia (bandiera) | A     | Clément Depres          |
| 26 | Francia (bandiera) | C     | Yannis Verdier          |
| 28 | Comore (bandiera)  | D     | Abdel Hakim Abdallah    |
| 29 | Francia (bandiera) | D     | Grégory Coelho          |
| 30 | Francia (bandiera) | P     | Enzo Crombez            |

### Rosa 2022-2023
| N. |                          | Ruolo | Calciatore              |
| -- | ------------------------ | ----- | ----------------------- |
| 1  | Francia (bandiera)       | P     | Sébastien Cibois        |
| 2  | Francia (bandiera)       | D     | Éric Vandenabeele       |
| 4  | Tunisia (bandiera)       | D     | Aymen Abdennour         |
| 5  | Togo (bandiera)          | D     | Kévin Boma              |
| 6  | Francia (bandiera)       | C     | Rémy Boissier           |
| 7  | Francia (bandiera)       | D     | Nassim Ouammou          |
| 8  | Francia (bandiera)       | C     | Lorenzo Rajot           |
| 9  | Corea del Sud (bandiera) | C     | Park Jung-bin           |
| 10 | Francia (bandiera)       | C     | Martin Adeline          |
| 11 | Guinea-Bissau (bandiera) | A     | Joseph Mendes           |
| 12 | Francia (bandiera)       | A     | Killian Corredor        |
| 13 | Georgia (bandiera)       | D     | Amiran Sanaia           |
| 14 | Francia (bandiera)       | C     | Bradley Danger          |
| 15 | Francia (bandiera)       | D     | Serge-Philippe Raux-Yao |
| 16 | Francia (bandiera)       | P     | Lionel Mpasi            |

| N. |                    | Ruolo | Calciatore           |
| -- | ------------------ | ----- | -------------------- |
| 17 | Angola (bandiera)  | C     | Plamedi Buni Jorge   |
| 18 | Francia (bandiera) | C     | Antoine Valério      |
| 19 | Francia (bandiera) | C     | Lucas Buadés         |
| 20 | Francia (bandiera) | D     | Marvin Senaya        |
| 21 | Francia (bandiera) | D     | Joris Chougrani      |
| 22 | Francia (bandiera) | D     | Loris Mouyokolo      |
| 23 | Georgia (bandiera) | A     | Nikoloz Kutateladze  |
| 24 | Francia (bandiera) | C     | Andy Pembélé         |
| 25 | Francia (bandiera) | A     | Clément Depres       |
| 26 | Camerun (bandiera) | C     | Wilitty Younoussa    |
| 27 | Francia (bandiera) | A     | Hatim Far            |
| 28 | Comore (bandiera)  | D     | Abdel Hakim Abdallah |
| 29 | Francia (bandiera) | D     | Grégory Coelho       |
| 30 | Francia (bandiera) | P     | Thomas Secchi        |

### Rosa 2021-2022
| N. |                      | Ruolo | Calciatore       |
| -- | -------------------- | ----- | ---------------- |
| 1  | Francia (bandiera)   | P     | Marc Vidal       |
| 2  | Francia (bandiera)   | D     | Julien Célestine |
| 4  | Francia (bandiera)   | D     | Pierre Bardy     |
| 5  | Francia (bandiera)   | C     | Enzo Zidane      |
| 6  | Francia (bandiera)   | C     | Rémy Boissier    |
| 7  | Francia (bandiera)   | D     | Nassim Ouammou   |
| 8  | Francia (bandiera)   | C     | Lorenzo Rajot    |
| 9  | Francia (bandiera)   | A     | Malaly Dembélé   |
| 10 | Guadalupa (bandiera) | C     | Florian David    |
| 11 | Francia (bandiera)   | C     | Ugo Bonnet       |
| 13 | Georgia (bandiera)   | D     | Amiran Sanaia    |
| 14 | Francia (bandiera)   | C     | Bradley Danger   |

| N. |                    | Ruolo | Calciatore         |
| -- | ------------------ | ----- | ------------------ |
| 16 | Francia (bandiera) | P     | Lionel Mpasi       |
| 17 | Angola (bandiera)  | C     | Plamedi Buni Jorge |
| 18 | Francia (bandiera) | C     | Jordan Leborgne    |
| 19 | Francia (bandiera) | C     | Lucas Buadés       |
| 20 | Francia (bandiera) | C     | Alan Kerouedan     |
| 21 | Francia (bandiera) | D     | Joris Chougrani    |
| 23 | Gabon (bandiera)   | D     | Johann Obiang      |
| 24 | Francia (bandiera) | D     | Adilson Malanda    |
| 25 | Francia (bandiera) | A     | Clément Depres     |
| 30 | Francia (bandiera) | P     | Thomas Secchi      |
| 32 | Francia (bandiera) | A     | Killian Corredor   |
|    | Francia (bandiera) | A     | Hatim Far          |

### Rosa 2020-2021
| N. |                      | Ruolo | Calciatore         |
| -- | -------------------- | ----- | ------------------ |
| 1  | Francia (bandiera)   | P     | Théo Guivarch      |
| 2  | Francia (bandiera)   | D     | Julien Célestine   |
| 3  | Francia (bandiera)   | A     | Boris Mathis       |
| 4  | Francia (bandiera)   | D     | Pierre Bardy       |
| 5  | Benin (bandiera)     | D     | Yohan Roche        |
| 6  | Francia (bandiera)   | C     | Rémy Boissier      |
| 7  | Francia (bandiera)   | D     | Nassim Ouammou     |
| 8  | Francia (bandiera)   | C     | Pierre Ruffaut     |
| 9  | Francia (bandiera)   | A     | Malaly Dembélé     |
| 10 | Francia (bandiera)   | C     | Aurélien Tertereau |
| 11 | Francia (bandiera)   | C     | Ugo Bonnet         |
| 12 | Guadalupa (bandiera) | C     | Florian David      |
| 13 | Georgia (bandiera)   | D     | Amiran Sanaia      |
| 14 | Francia (bandiera)   | C     | Loïc Poujol        |
| 15 | Senegal (bandiera)   | A     | Pape Sané          |

| N. |                    | Ruolo | Calciatore       |
| -- | ------------------ | ----- | ---------------- |
| 16 | Francia (bandiera) | P     | Lionel Mpasi     |
| 17 | Francia (bandiera) | D     | Nathanaël Dieng  |
| 18 | Francia (bandiera) | C     | Jordan Leborgne  |
| 19 | Francia (bandiera) | D     | Alexis Peyrelade |
| 20 | Francia (bandiera) | C     | Alan Kerouedan   |
| 21 | Francia (bandiera) | D     | Joris Chougrani  |
| 22 | Francia (bandiera) | C     | David Douline    |
| 23 | Gabon (bandiera)   | D     | Johann Obiang    |
| 24 | Camerun (bandiera) | C     | Alexis Alégué    |
| 25 | Francia (bandiera) | C     | Julien Ponceau   |
| 26 | Francia (bandiera) | A     | Ayoub Ouhafsa    |
| 27 | Senegal (bandiera) | A     | Daouda Gueye     |
| 28 | Francia (bandiera) | D     | Valentin Henry   |
| 29 | Francia (bandiera) | D     | Grégory Coelho   |
| 30 | Francia (bandiera) | P     | Thomas Secchi    |

### Rosa 2019-2020
| N. |                    | Ruolo | Calciatore         |
| -- | ------------------ | ----- | ------------------ |
| 1  | Francia (bandiera) | P     | Arthur Desmas      |
| 30 | Francia (bandiera) | P     | Thomas Secchi      |
| 7  | Tunisia (bandiera) | A     | Khaled Ayari       |
| 8  | Francia (bandiera) | C     | Pierre Ruffaut     |
| 9  | Francia (bandiera) | A     | Dorian Caddy       |
| 10 | Francia (bandiera) | C     | Aurélien Tertereau |
| 11 | Francia (bandiera) | C     | Ugo Bonnet         |
| 13 | Georgia (bandiera) | D     | Amiran Sanaia      |
| 14 | Francia (bandiera) | C     | Loïc Poujol        |
| 15 | Francia (bandiera) | A     | Loic Coupin        |
| 16 | Francia (bandiera) | P     | Lionel Mpasi       |

| N. |                      | Ruolo | Calciatore        |
| -- | -------------------- | ----- | ----------------- |
| 17 | Francia (bandiera)   | D     | Nathanaël Dieng   |
| 19 | Francia (bandiera)   | D     | Alexis Peyrelade  |
| 20 | Francia (bandiera)   | C     | Mathieu Guerbert  |
| 21 | Francia (bandiera)   | D     | Joris Chougrani   |
| 22 | Francia (bandiera)   | C     | David Douline     |
| 23 | Guadalupa (bandiera) | A     | Florian David     |
| 26 | Francia (bandiera)   | C     | Michel Ramon      |
| 27 | Francia (bandiera)   | C     | Erwan Maury       |
| 28 | Francia (bandiera)   | C     | Jérémy Mellot     |
| 30 | Francia (bandiera)   | P     | Thomas Secchi     |
|    | Senegal (bandiera)   | A     | Abdel Kader Diemé |